# Nguyên lý thứ ba của nhiệt động lực học
Định luật thứ ba của nhiệt động lực học đôi khi được nêu như sau, liên quan đến các tính chất của các hệ kín trong trạng thái cân bằng nhiệt động lực học:
Entropy của một hệ thống đạt đến giá trị không đổi khi nhiệt độ của nó đạt đến nhiệt độ không tuyệt đối.
Giá trị không đổi này không thể phụ thuộc vào bất kỳ tham số nào khác đặc trưng cho hệ thống kín, chẳng hạn như áp suất hoặc từ trường được áp dụng. Ở nhiệt độ không tuyệt đối (zero kelvin), hệ thống phải ở trạng thái có năng lượng tối thiểu. Entropy liên quan đến số lượng microstate có thể truy cập và thường có một trạng thái duy nhất (được gọi là trạng thái cơ bản) với năng lượng tối thiểu. Trong trường hợp như vậy, entropy ở độ không tuyệt đối sẽ chính xác bằng không. Nếu hệ thống không có thứ tự được xác định rõ (ví dụ: nếu đơn hàng của nó là thủy tinh), thì có thể vẫn còn một số entropy hữu hạn khi hệ thống được đưa đến nhiệt độ rất thấp, vì hệ thống bị khóa trong cấu hình không năng lượng cực đại hoặc bởi vì trạng thái năng lượng tối thiểu là không duy nhất. Giá trị không đổi được gọi là entropy dư của hệ thống. Entropy về cơ bản là một hàm trạng thái có nghĩa là giá trị vốn có của các nguyên tử, phân tử khác nhau và các cấu hình khác của các hạt bao gồm nguyên liệu nguyên tử hoặc nguyên tử được xác định bởi entropy, có thể được phát hiện gần 0 K. của nhiệt động lực học liên quan đến các quá trình nhiệt động lực học ở nhiệt độ thấp cố định:
Sự thay đổi entropy liên quan đến bất kỳ hệ thống ngưng tụ nào trải qua quá trình đẳng nhiệt thuận nghịch tiến đến 0 khi nhiệt độ mà nó được thực hiện đạt tới 0 K.